# Administrativa kommissionen
Administrativa kommissionen (AK), formellt administrativa kommissionen för samordning av de sociala trygghetssystemen (tidigare administrativa kommissionen för social trygghet för migrerande arbetare), är en särskild kommission inom Europeiska unionen som inrättats genom socialförsäkringsförordningen. Den består av en regeringsföreträdare för varje medlemsstat samt en rådgivande representant för Europeiska kommissionen. Vid behov kan även sakkunniga experter bistå dess arbete. Administrativa kommissionen har till uppgift att sköta alla administrativa frågor och tolkningsfrågor kopplade till socialförsäkringsförordningen och dess tillämpningsförordning. Den ansvarar bland annat för att underlätta den enhetliga tillämpningen av dessa förordningar och för utformningen av så kallade intyg för utlandet, däribland det europeiska sjukförsäkringskortet. Administrativa kommissionen utgör en del av Europeiska kommissionens förvaltning och har samma säte som denna. Den sammanträder normalt minst fyra gånger per år.
Administrativa kommissionen inrättades ursprungligen genom förordning nr 3 inom Europeiska ekonomiska gemenskapen, som trädde i kraft den 1 januari 1959. Genom förordning (EEG) nr 1408/71, som trädde i kraft den 1 oktober 1972, ersattes dessa bestämmelser av en ny socialförsäkringsförordning. Det formella namnet på kommissionen ändrades då till ”administrativa kommissionen för social trygghet för migrerande arbetare”, men dess uppgifter och sammansättning förblev i stort sett desamma. Genom den nuvarande socialförsäkringsförordningen, förordning (EG) nr 883/2004, som blev tillämplig den 1 maj 2010, infördes nya bestämmelser. Även denna gång förblev administrativa kommissionens uppgifter och sammansättning i stort sett oförändrade, men kommissionens formella namn ändrades till ”administrativa kommissionen för samordning av de sociala trygghetssystemen”.
Administrativa kommissionen har ett nära samarbete med Europeiska arbetsmyndigheten. Den har även en teknisk kommission, en revisionskommitté och en rådgivande kommitté knuten till sig.